# 焼き付き

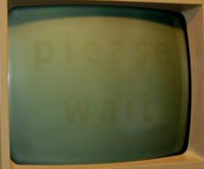
CRTの焼き付き

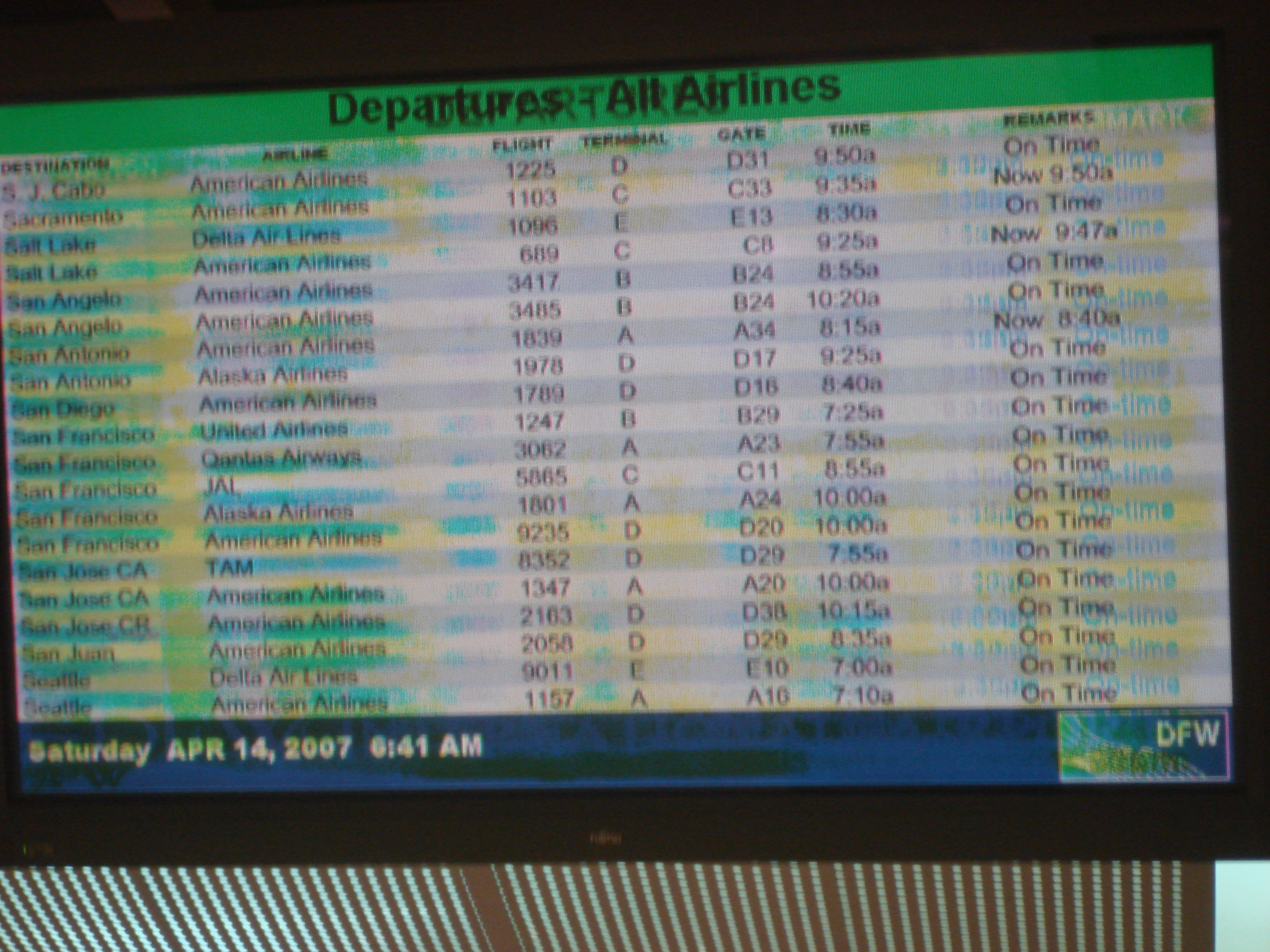
プラズマディスプレイの焼き付き

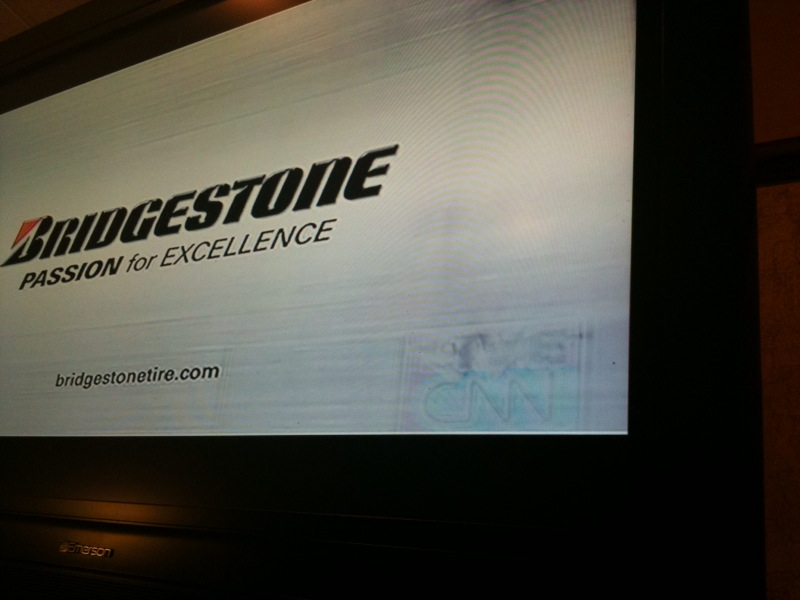
液晶ディスプレイの焼き付き

焼き付き（やきつき）とは、ディスプレイを長時間点灯し続けることによって、ディスプレイの画像表示機能が損なわれること。ブラウン管（CRT）において起こる症状が語源だが、液晶、プラズマ、有機ELなど、現行の全てのディスプレイにおいて同様の現象が起こり、仕組みは異なるがこれも「焼き付き」と言う。
ブラウン管（CRT）においては、特に管の裏側に塗布されている蛍光塗料が画面表示の際に発する強い電磁波を長時間受け、機能しなくなることを指す。CRTを使用するコンピュータではこれを防止するためスクリーンセーバーを用いている（長時間キーボードやマウスの入力を伴わないことがある場合、節電も兼ねてディスプレイの電源が切れるように設定した方が望ましい）。
液晶ディスプレイはCRTのように実際に焼き付いてしまう現象は起こらないが、長時間同じ画像を表示させていた場合、次の画面に切り替えても前の画像が薄らと表示されたままの状態になることがある（残像、ゴーストイメージと呼ばれる）。これは液晶パネルへの帯電や液晶配向膜自身の分極によって、液晶の分子構造が固定化されるためにおこる現象で、一般的には液晶パネルの焼き付けと呼ばれている。分子の固定状況にもよるが、電源を切って長時間放置させたり、色の変化の大きい画像を繰り返し表示させる（白→黒→白→…と表示させるのを繰り返す、などをおこなう）ことによって元に戻る場合もある。